# Равнопромежуточная проекция
Равнопромежуточная проекция — картографическая проекция, обладающая свойством сохранения масштаба вдоль определенных линий.

## Цилиндрическая равнопромежуточная проекция

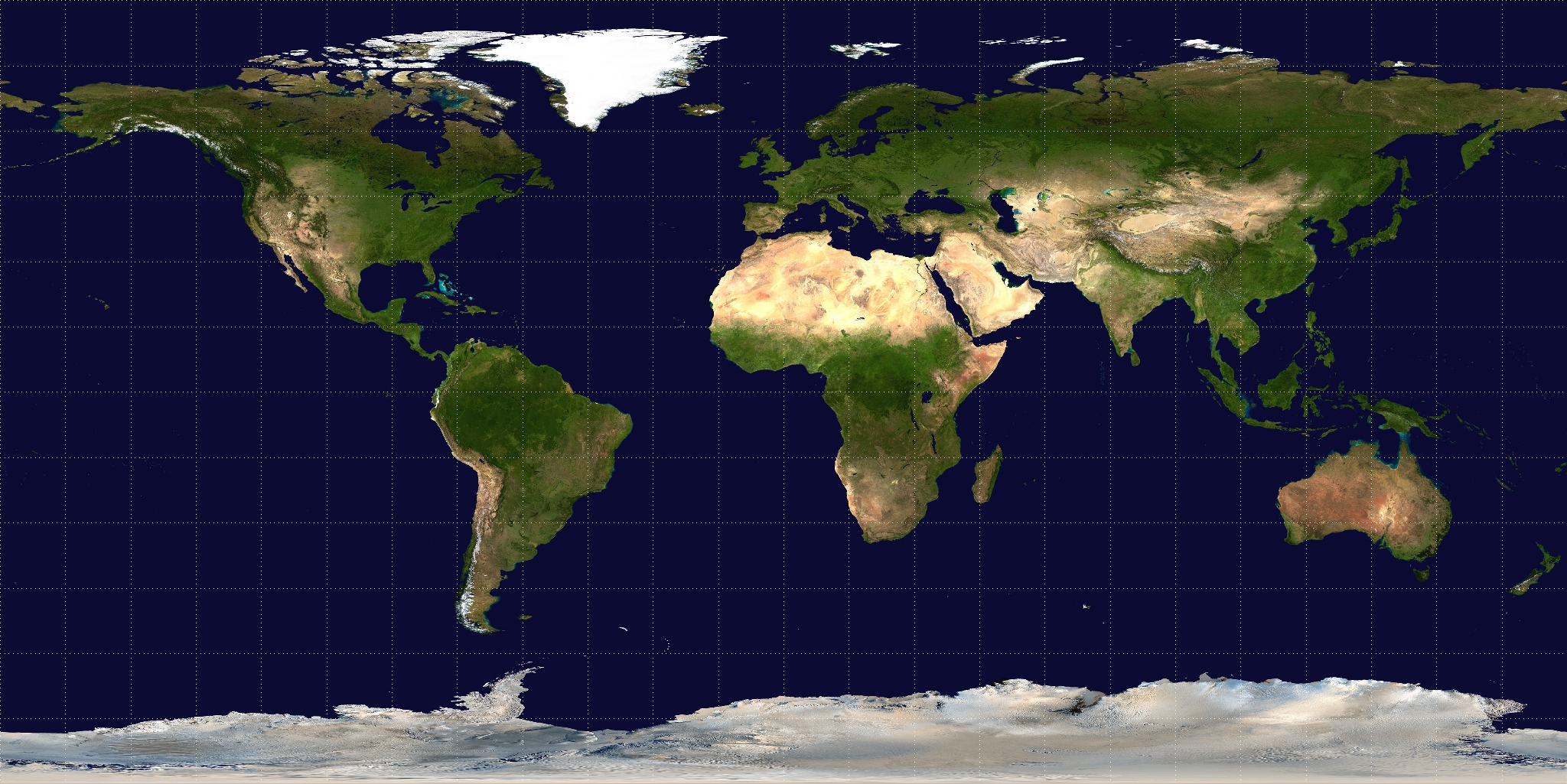
The Blue Marble: Land Surface, Ocean Color and Sea Ice как пример равнопромежуточной проекции

При этой проекции искажаются как углы, так и площадь и сохраняется неизменным масштаб длин по одному из главных направлений — a = const или b = const.
Устаревшее название — плоская прямоугольная  проекция. Изобретение её приписывается Птолемеем Марину Тирскому (I—II вв. н.э.). Карты в такой проекции, издавна использовавшиеся в морской навигации, были исторически известны как «плоские» (в отличие от меркаторских).
Проекция применяется в современных геоинформационных системах, потому что географические координаты можно прямо заносить в карту. На сегодняшний день наряду с проекцией Меркатора эквидистанционная цилиндрическая проекция является де-факто стандартом в компьютерных применениях.

### Математическое определение
Следующие уравнения определяют координаты x, y точки с широтой φ и долготой λ для проекции с фиксированной базисной точкой в (φ0, λ0):
{\displaystyle x=(\lambda -\lambda _{0}),}
{\displaystyle y=(\varphi -\varphi _{0})}
Плате-карре — вариант равнопромежуточной цилиндрической проекции с базисной точкой (φ0, λ0) = (0, 0)

## Коническая равнопромежуточная проекция
В конической равнопромежуточной проекции масштаб обычно сохраняется вдоль меридианов, а также вдоль некой заданной параллели или пары параллелей.

### Математическое выражение
Rcp = 6371007 м. — средний радиус Земли (WGS-84);
W — ширина карты (в метрах или пикселах);
H — высота карты (в метрах или пикселах);
B — географическая широта;
L — географическая долгота;
M — масштаб карты (м/м или пикс/м, как правило M<<1), для карты России рекомендуется М=H/5000000 пикс/м;
Lc — средний меридиан
Lm — меридиан, проходящий через нижний левый угол карты
Bm — широта в точке пересечения центрального меридиана с нижним краем карты
Прямое преобразование:
{\displaystyle y_{c}=MR_{cp}({\frac {\pi }{2}}-B_{m})}
{\displaystyle \alpha =\mathop {\rm {arctg}} {\frac {W}{2y_{c}}}}
{\displaystyle \beta =\alpha {\frac {(L-L_{c})}{(L_{c}-L_{m})}}}
{\displaystyle R=y_{c}{\frac {({\frac {\pi }{2}}-B)}{({\frac {\pi }{2}}-B_{m})}}}
{\displaystyle {\begin{matrix}x=W/2+R\sin \beta \end{matrix}}}
{\displaystyle {\begin{matrix}y=y_{c}-R\cos \beta \end{matrix}}}
для компьютерной графики:
{\displaystyle {\begin{matrix}y=H-y_{c}+R\cos \beta \end{matrix}}}